# Castillo San Felipe de Barajas
Castillo San Felipe de Barajas – fort w kolumbijskim mieście Cartagena de Indias na wzgórzu San Lazaro.
Pierwsze fortyfikacje w tym miejscu powstały w 1536 roku, był to jednak niewielki fort. W 1586 roku miasto zostało splądrowane przez Francisa Drake’a. Po tym fakcie władze hiszpańskie zaczęły proces rozbudowy umocnień. Cytadela została znacznie rozbudowana w roku 1657 i nazwana wówczas obecnym imieniem na cześć króla Filipa IV.
W roku 1697 twierdza została zaatakowana przez francuskiego korsarza Bernarda Desjeana, Barona de Pointis. Udało mu się wejść do miasta i splądrować je jak wcześniej Drake.
W 1741 roku Cartagena została zaatakowana przez Anglików. Jednakże siły hiszpańskie pod dowództwem admirała Blasa de Lezo zdołały obronić fort.
W roku 1763, po upadku Hawany, który wzbudził obawy Hiszpanów, twierdzę po raz kolejny rozbudowano. Prace nadzorował inżynier Antonio de Arévalo.
Fort w roku 1984 wpisany został na listę światowego dziedzictwa UNESCO.